# Lithidium bushmanicum
Lithidium bushmanicum är en insektsart som beskrevs av Vitaly Michailovitsh Dirsh 1956. Lithidium bushmanicum ingår i släktet Lithidium och familjen Lithidiidae. Inga underarter finns listade i Catalogue of Life.